# Geminio Ognio
Geminio Ognio (né le 13 décembre 1917 à Recco, mort le 28 octobre 1990 à Rome) est un joueur de water-polo et un nageur italien, champion olympique en 1948 à Londres.